# Mattinata
Mattinata är en kommun och ort i provinsen Foggia, i regionen Apulien i Italien. Kommunen hade 6 261 invånare (2017) och gränsar till kommunerna Monte Sant'Angelo och Vieste. Under antiken var orten känd som  Apeneste och senare som den dauniska byn Matinum.
Den här artikeln är helt eller delvis baserad på material från italienskspråkiga Wikipedia, tidigare version.